# 伊拉斯 (路易斯安那州)
伊拉斯（英語：Erath），是美国路易斯安那州下属的一座城市。根据2010年美国人口普查，该市有人口2,114人。建置上，属于“town”。